# Dziedzickia hypsipile
Dziedzickia hypsipile är en tvåvingeart som beskrevs av Lane 1954. Dziedzickia hypsipile ingår i släktet Dziedzickia och familjen svampmyggor. Inga underarter finns listade i Catalogue of Life.